# コルネリア・シュテファネツ
コルネリア・シュテファネツ（ルーマニア語: Cornelia Ştefăneţ）は、モルドバ共和国の歌手で、トランスバルカニカの一員をつとめる。かつてMilleniumというユニットに属していた。2011年9月にミュージシャンのマルチェル・シュテファネツと結婚した。モルドバ国営放送によるユーロビジョン・ソング・コンテスト2012の2013年3月16日のモルドバ共和国代表にトランスバルカニカの一員として挑戦して4位に終わる。ユーロビジョン・ソング・コンテスト2013のモルドバ共和国代表選考では、夫のマルチェル・シュテファネツ率いるプロジェクトの一員としてゲスト出演し、幕間のパフォーマンスでリードシンガーをつとめた。